# La mitad de Óscar
La mitad de Óscar es una película española de 2010 dirigida por Manuel Martín Cuenca que está interpretada por Verónica Echegui, Rodrigo Sáenz de Heredia, Denis Eyriey y Antonio de la Torre Martín.

## Sinopsis
Óscar es guardia de seguridad en una salina semi-abandonada. Tiene 30 años y vive solo. Su vida consiste en ir cada día al trabajo, ponerse el uniforme, colgarse la pistola y sentarse a mirar los restos de las montañas de sal. Al mediodía suele recibir la visita de Miguel, un antiguo guardia jubilado. Miguel llega en bicicleta y trae siempre comida para almorzar con Óscar. Cada día, cuando termina el turno, Óscar se cambia de ropa, toma el autobús y vuelve a casa. Lo primero que hace es mirar el buzón y revisar su contestador, pero nunca hay cartas ni mensajes… o, al menos, los que él espera. 
Un día la rutina se rompe. Óscar llega a la residencia de ancianos donde está su único familiar, su abuelo, que padece Alzheimer. Se ha puesto peor y lo han trasladado al hospital. La directora le
cuenta que ha avisado a su hermana… Óscar se queda petrificado; hace dos años que no sabe nada de ella y ni siquiera sabía que en la residencia tenían su teléfono. Dos días después María aparece en Almería. Viene acompañada de su novio, Jean, un francés del que jamás había oído hablar Óscar. La relación entre los dos hermanos parece tensa, algo ocurrió en el pasado que los ha marcado definitivamente. María pretende pasar página, pero él no está dispuesto a ello.

## Festivales en los que ha participadoLa Mitad de Óscar
| 2010 | Toronto International Film Festival                               |  |  |
| 2010 | Festival Internacional de Cine de Gijón                           |  |  |
| 2010 | Semana de Cine de Autor en Lugo                                   |  |  |
| 2010 | Festival Internacional de Nuevo Cine Latinoamericano de La Habana |  |  |
| 2010 | Stockholm Film Festival                                           |  |  |
| 2011 | Miami International Film Festival                                 |  |  |
| 2011 | Muestra Internacional de Cine de Santo Domingo                    |  |  |
| 2011 | Hong Kong International Film Festival                             |  |  |
| 2011 | Festival de Cine Español de Nantes                                |  |  |
| 2011 | Spanish Cinema Week in Warsaw                                     |  |  |
| 2011 | Festival Cine Latino de Tubingen                                  |  |  |
| 2011 | Macau Film Festival                                               |  |  |
| 2011 | Cineuropa Santiago de Compostela                                  |  |  |
| 2011 | Kansas City Film Fest                                             |  |  |
| 2011 | X Muestra de Cine Español Inédito en Jaén                         |  |  |
| 2011 | XI Festival de Cine de Lanzarote                                  |  |  |
| 2011 | Ciclo Otro Cine de Verano Museo Reina Sofía                       |  |  |
| 2011 | Santiago Festival Internacional de Cine                           |  |  |
| 2011 | Film Forum Zadar                                                  |  |  |
| 2012 | Festiberico 2012                                                  |  |  |
| 2012 | Bergamo Film Meeting                                              |  |  |

## Reparto
| Intérprete               | Personaje            |
| ------------------------ | -------------------- |
| Verónica Echegui         | María                |
| Rodrigo Sáenz de Heredia | Óscar                |
| Denis Eyriey             | Jean                 |
| Antonio de la Torre      | Taxista              |
| Manuel Martínez Roca     | Manuel               |
| Salvador Gavilán Ramos   | Abuelo               |
| Elena Saganovska         | Elena                |
| Eva Almaya               | Directora residencia |
| Alejandro Vera           | Recepcionista        |